# Старий і море (фільм, 1958)
{{Фільм
| українська назва  = Старий і море
| оригінальна назва = англ. The Old Man and the Sea
| зображення             =  
| зображення розмір = 220px
| підпис            = 
| жанр              = драматичний пригодницький фільм
| режисер           = Джон Стерджес
| продюсер          = Ліланд Гейворд
| сценарист         = Пітер Фіртель
| на основі         = повісті Ернеста Гемінгвея 1952 року
| актори            = Спенсер Трейсі, 
 Гаррі Беллавер 
 Дон Даймонд
| оператор          = {{|Джеймс Вонг Гав||en|James Wong Howe}} 
| композитор        = Дмитро Тьомкін
| художник          =
| кінокомпанія      = 
| дистриб'ютор      = Warner Bros.
| тривалість        = 87 хв.
| країна            =  США 
| рік               = 1958
| мова              = англійська 
| кошторис          = $ 5 млн
| касові збори      = $
| ідентифікатор     = 0052027
| рейтинг           = IMDb: 
| сайт              = 
| попередній        = 
| наступний         = 
}}
«Старий і море» (англ. The Old Man and the Sea) — американський пригодницький фільм 1958 року режисера Джона Стерджеса. Екранізація однойменної повісті 1952 року американського письменника Ернеста Гемінгвея зі Спенсером Трейсі в головній ролі.

## Сюжет

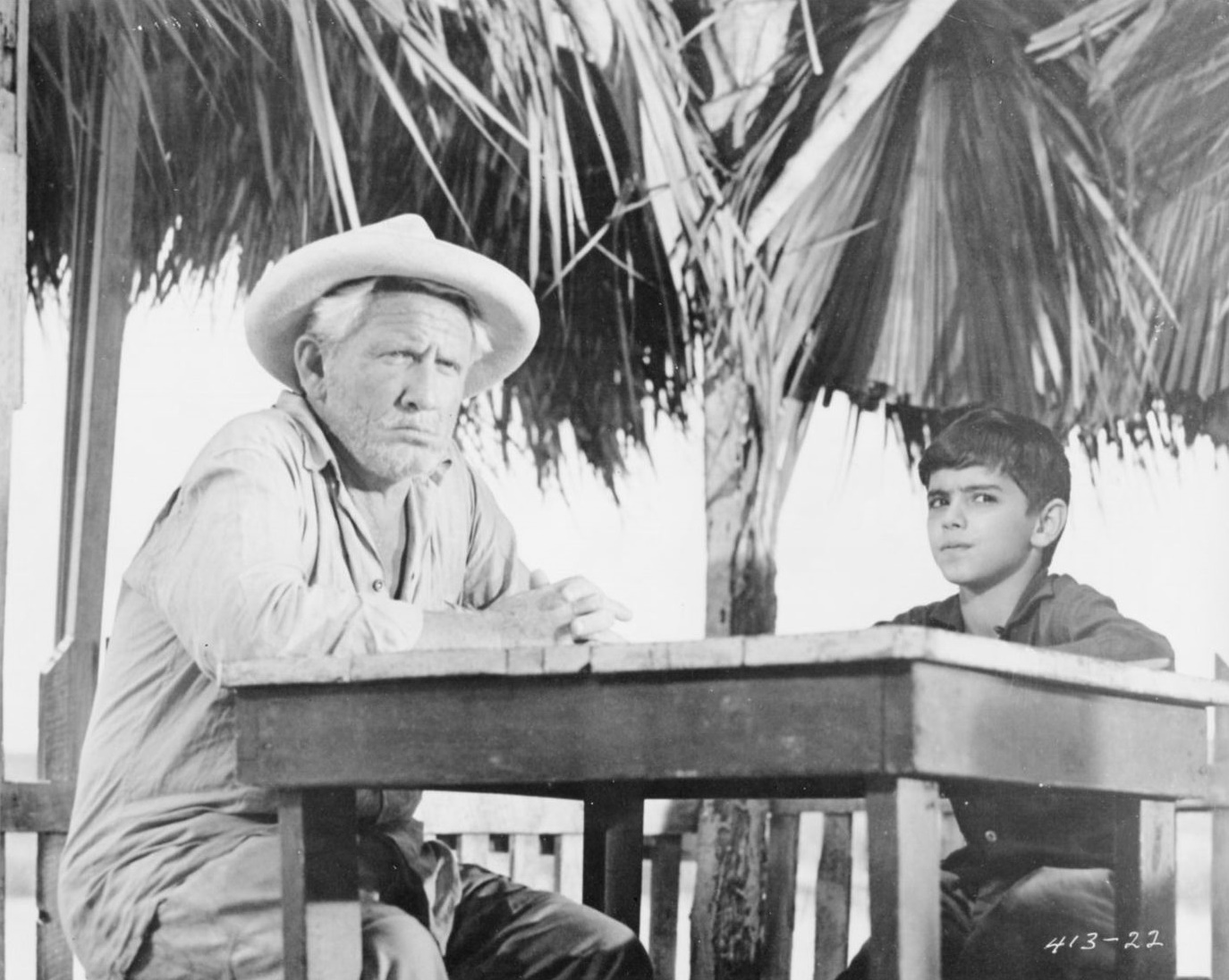
Кадр з фільму

Сантьяго (Спенсер Трейсі) — кубинський рибалка з села поблизу Гавани, якому вже 84 дні не вдавалося зловити жодної рибини. Колись він був одним із найкращих рибалок. Селяни бояться, щоб нещастя не охопило все село. Побачивши це, Сантьяго хоче довести, що він ще міцний і зможе зловити велику рибу. Тож одного разу він виходить у море далі, ніж зазвичай, і йому вдається зловити величезного марліна. Протягом трьох днів і ночей він бореться з рибою, яка стає для нього найвищим випробуванням його гідності як людини. Сантьяго виснажений і самотній. Коли він перемагає в боротьбі з рибою, акули починають атакувати здобич. Сантьяго намагається відігнати хижаків, але марно. Акули пожирають його улов, залишаючи лише скелет. Коли рибалка повертається з ним у село, всі милуються розмірами риби та виявляють повагу старому рибалці.

## Ролі виконують
- Спенсер Трейсі — старий чоловік
- Гаррі Беллавер[en] — Мартин
- Дон Даймонд[en]nbsp;— власник кафе

## Музика
Музику до фільму написав кінокомпозитор Дмитро Тьомкін. Він також диригував оркестром студії Warner Brothers під час її записування в авдиторії Hollywood Post № 43 ветеранської організації США «Американський легіон». Газета «Білборд» повідомляла, що акустика в авдиторії «набагато краща, ніж у більшості студійних приміщень у Голлівуді, і схожа на акустику найкращих концертних залів».

## Навколо фільму
- Ернест Гемінгвей спочатку був залучений до виробництва, хоча ступінь його участі полягав у тому, щоб зловити марліна біля узбережжя Перу, рибу, придатну для використання у фільмі. Зрештою продюсери використали гумового марліна та кадри лову марліна, в якому Гемінгвей не брав участі.
- У фінальній сцені Ернест Гемінгвей сидить у кафе в темній бейсболці та розмовляє з іншими рибалками. Це був його кінодебют.
- Спенсера Трейсі попросили схуднути перед початком зйомок фільму, але він цього не зробив.
- Момент, коли старому вдається вбити рибу, і вона нарешті перестає рухатися, стається якраз в момент одної години демонстрування фільму.

## Нагороди
- 1959 Премія «Оскар» Академії кінематографічних мистецтв і наук (США):
  - за найкращу музику до фільму — Дмитро Тьомкін

- 1959 Премія «Голуба стрічка» товариства кіножурналістів і кінокритиків Токіо (Blue Ribbon Awards):
  - за найкращий іноземний фільм (Blue Ribbon Awards for Best Foreign Film[en]) — Джон Стерджес, Генрі Кінг, Фред Циннеманн

- 1959 Премія «Лаврова нагорода»[en]:
  - премія «Золотий лавр» за найкращі кольори — Джеймс Вонг Гав[en]

- 1958  Премія Національної ради кінокритиків США: 
  - за найкращий фільм
  - найкращому акторові — Спенсер Трейсі
  - Найкращі десять фільмів[en] — N 1.